# Enzo Le Fée
Pour les articles homonymes, voir Fée (homonymie).
Enzo Le Fée, né le 3 février 2000 à Lorient en France, est un footballeur français qui évolue au poste de milieu relayeur au Sunderland AFC.

## Biographie

### En club

#### Débuts au FC Lorient
Après être passé par les jeunes de la VFL Keryado en 2004 et 2008, Enzo Le Fée rejoint par la suite l'académie du FC Lorient à l'âge de 8 ans. Le 13 novembre 2019, il signe son premier contrat professionnel avec les Merlus. Le 10 mai 2019, il fait ses débuts professionnels pour le FC Lorient lors d'un match de Ligue 2 contre le FC Sochaux-Montbéliard (match nul, 0-0).
La saison suivante, sous les ordres de Christophe Pélissier, qui le repositionne au poste de meneur de jeu, il entame bien sa saison dans une équipe alors en quête de repères et devient un des joueurs les plus réguliers d'un FC Lorient qui finit champion de Ligue 2.

#### Transfert au Stade rennais FC
Le 7 juillet 2023, après cinq saisons passées au FC Lorient, Enzo Le Fée s'engage en faveur du Stade rennais FC en paraphant un contrat de cinq ans,. L'indemnité du transfert est estimée à 20 millions d'euros et il choisit le no 28,.
Le 13 août 2023, Enzo Le Fée dispute son premier match sous les couleurs des Rouge et Noir lors d'un match contre le FC Metz (victoire, 5-1).
Le 6 février 2024, lors d'un match contre le FC Sochaux-Montbéliard en huitièmes de finale de Coupe de France, Enzo Le Fée se blesse dès la 2e de jeu. Il est annoncé par la suite qu'il sera indisponible cinq à six semaines à la suite d'une blessure musculaire à l’ischio-jambier,.
Le 10 juillet 2024, après une saison et 35 matchs disputés sous le maillot du Stade rennais FC, Enzo Le Fée annonce son départ du club,,.

#### Départ pour l'AS Rome
L'AS Rome annonce l'arrivée d'Enzo Le Fée quelque temps après et indique qu'il portera le no 28,. L'indemnité du transfert est estimée à 23 millions d'euros pour un contrat d'une durée de cinq ans,,.

##### Prêt au Sunderland AFC
Le 10 janvier 2025, Enzo Le Fée est prêté au Sunderland AFC, club évoluant en EFL Championship, pour une durée de six mois,,. Son prêt est accompagné d'une option d'achat obligatoire (située entre 23 et 24 millions d'euros) en cas de montée en Premier League,. Sous les couleurs des Black Cats, il continuera de porter le no 28,.

#### Transfert à Sunderland
Sunderland AFC promu, le club active l'option d'achat et engage le joueur pour quatre ans.

### En sélection
International avec les moins de 20 ans, Enzo Le Fée fait ses débuts le 6 septembre 2019 lors d'un match amical contre la Croatie.

#### France olympique
Le 2 juillet 2021, il est retenu dans la liste des vingt-et-un joueurs français sélectionnés par Sylvain Ripoll pour disputer les Jeux olympiques d'été de 2020 qui se déroulent à l'été 2021 au Japon. Le 16 juillet 2021, il fait ses débuts en tant que titulaire avec la sélection olympique contre la Corée du Sud en match préparatoire aux JO de Tokyo (victoire, 2-1).

#### France espoirs
Le 2 septembre 2021, il honore sa première sélection en équipe de France espoirs lors de la victoire des Bleuets sur le score de trois buts à zéro face la Macédoine du Nord espoirs dans le cadre des qualifications à l'Euro espoirs 2023. Pour sa troisième sélection, il inscrit son premier but lors d'une large victoire des Bleuets qui s'imposent sur le score de sept buts à zéro face l'Arménie espoirs.

## Statistiques
| Saison                | Club                  | Championnat           | Championnat | Championnat | Championnat | Coupe nationale | Coupe nationale | Coupe nationale | Coupe de la Ligue | Coupe de la Ligue | Coupe de la Ligue | Compétition(s) continentale(s) | Compétition(s) continentale(s) | Compétition(s) continentale(s) | Compétition(s) continentale(s) | Autres compétitions | Autres compétitions | Autres compétitions | Autres compétitions | Total | Total | Total |
| Saison                | Club                  | Division              | M.          | B.          | P.d.        | M.              | B.              | P.d.            | M.                | B.                | P.d.              | Comp.                          | M.                             | B.                             | P.d.                           | Comp.               | M.                  | B.                  | P.d.                | M.    | B.    | P.d.  |
| 2018-2019             | FC Lorient            | Ligue 2               | 2           | 0           | 0           | 1               | 0               | 0               | -                 | -                 | -                 | -                              | -                              | -                              | -                              | -                   | -                   | -                   | -                   | 3     | 0     | 0     |
| 2019-2020             | FC Lorient            | Ligue 2               | 26          | 0           | 2           | 2               | 0               | 0               | 1                 | 0                 | 0                 | -                              | -                              | -                              | -                              | -                   | -                   | -                   | -                   | 29    | 0     | 2     |
| 2020-2021             | FC Lorient            | Ligue 1               | 36          | 0           | 6           | 1               | 0               | 0               | -                 | -                 | -                 | -                              | -                              | -                              | -                              | -                   | -                   | -                   | -                   | 37    | 0     | 6     |
| 2021-2022             | FC Lorient            | Ligue 1               | 36          | 2           | 3           | 1               | 0               | 0               | -                 | -                 | -                 | -                              | -                              | -                              | -                              | -                   | -                   | -                   | -                   | 37    | 2     | 3     |
| 2022-2023             | FC Lorient            | Ligue 1               | 35          | 5           | 6           | 1               | 1               | 0               | -                 | -                 | -                 | -                              | -                              | -                              | -                              | -                   | -                   | -                   | -                   | 36    | 6     | 6     |
| Sous-total            | Sous-total            | Sous-total            | 135         | 7           | 17          | 6               | 1               | 0               | 1                 | 0                 | 0                 | -                              | -                              | -                              | -                              | -                   | -                   | -                   | -                   | 142   | 8     | 17    |
| 2023-2024             | Stade rennais FC      | Ligue 1               | 25          | 0           | 1           | 4               | 0               | 1               | -                 | -                 | -                 | C3                             | 6                              | 0                              | 3                              | -                   | -                   | -                   | -                   | 35    | 0     | 5     |
| 2024-2025             | AS Rome               | Serie A               | 6           | 0           | 0           | 1               | 0               | 0               | -                 | -                 | -                 | C3                             | 3                              | 0                              | 0                              | -                   | -                   | -                   | -                   | 10    | 0     | 0     |
| 2024-2025             | Sunderland AFC (prêt) | Championship          | 15          | 1           | 1           | -               | -               | -               | -                 | -                 | -                 | -                              | -                              | -                              | -                              | BR                  | 3                   | 0                   | 2                   | 18    | 1     | 3     |
| 2025-2026             | Sunderland AFC        | Premier League        | 1           | 0           | 0           | -               | -               | -               | -                 | -                 | -                 | -                              | -                              | -                              | -                              | -                   | -                   | -                   | -                   | 1     | 0     | 0     |
| Sous-total            | Sous-total            | Sous-total            | 16          | 1           | 1           | -               | -               | -               | -                 | -                 | -                 | -                              | -                              | -                              | -                              | -                   | 3                   | 0                   | 2                   | 19    | 1     | 3     |
| Total sur la carrière | Total sur la carrière | Total sur la carrière | 182         | 8           | 19          | 11              | 1               | 1               | 1                 | 0                 | 0                 | -                              | 9                              | 0                              | 3                              | -                   | 3                   | 0                   | 2                   | 206   | 9     | 25    |

## Style de jeu
Se définissant comme un joueur « créatif, spontané, technique et qui comprend bien le jeu », Enzo Le Fée cite comme modèle absolu la légende espagnole Andrés Iniesta. De fait, alors qu'il arrive sur le devant de la scène lors de sa saison 2019-2020 avec le FC Lorient, ses talents techniques et sa vision du jeu sont mis en avant par les observateurs.

## Vie privée
Né à Lorient, Enzo Le Fée passe toute sa jeunesse dans le Morbihan, dans une famille passionnée de football. Son grand-père — Hervé Lamprière  — le suit notamment pendant tout son parcours ; son père, pourtant fervent supporter, faisant lui face à une situation plus compliquée : il est incarcéré entre 2005 et 2009 puis entre 2012 et 2020, restant toutefois proche de son fils tout du long de cette période. En 2020, Enzo Le Fée prévoit de reprendre le nom de son père, Lamprière, Le Fée étant le nom de sa mère, qui l'a elle-même reçu de son beau-père qui l'a reconnue à la suite du départ de son père biologique. Son père meurt en avril 2021.

## Palmarès
| FC Lorient - Ligue 2 (1) : - Champion : 2020. |